# Hisashi Kurosaki
Hisashi Kurosaki (黒崎久志?, Kurosaki Hisashi; Tochigi, 6 maggio 1968) è un allenatore di calcio ed ex calciatore giapponese, di ruolo attaccante.